# 2024년 하계 올림픽 양궁
2024년 하계 올림픽 양궁(프랑스어: Tir à l'arc aux Jeux olympiques d'été de 2024)은 2024년 하계 올림픽의 정식 종목으로 진행된 양궁 경기로 2024년 7월 25일부터 8월 4일까지 프랑스 파리의 앵발리드 가설 양궁장에서 개최되었다.
이번 대회에는 총 53개국 128명의 선수가 출전하며, 남녀 선수 규모는 각각 64명으로 동수이다. 남녀 개인, 단체전과 더불어 혼성 단체전 종목이 두 번째로 개최되었다.

## 예선
국제올림픽위원회 (IOC)와 세계 양궁 연맹은 2022년 1분기부터 올림픽 쿼터 배정수칙을 개정하여 전세계 양궁선수로 하여금 올림픽 대회에 지역적으로 균등한 기회를 제공하기로 합의하였다. 남녀 64명 동수 구성을 취한 총 128개의 쿼터가 최상위 세계대회와 대륙별 대회를 거쳐 배정된다.
각 국가 올림픽 위원회 (NOC)는 남녀 3명씩 최대 6명의 양궁 선수를 출전시킬 수 있다. 남녀 리커브 단체전에 출전할 자격이 있는 NOC는 3명의 선수를 선발해 경기팀을 구성할 수 있다. 그리고 그 경기팀에 소속된 각 선수는 반드시 리커브 개인전에 출전해야 한다.
리커브 단체전에는 남녀 종목당 12장의 출전권이 배정되며 총 36명의 선수들이 조별예선을 통해 경쟁하게 된다. 최종 예선전에서는 3장의 출전티켓이 남아있으나 세계대회에서는 시상대에 오를 수 있는 쿼터수가 3장으로 줄었다. 대신 나머지 5장의 출전티켓은 아시아, 유럽, 아메리카 대륙별 단체 우승팀과 최종예선대회 이후 세계랭킹을 통해 판정된 상위 2개팀에게 각각 돌아간다.
올림픽 예선 과정에서 2023년 독일 베를린에서 열리는 세계 양궁 선수권 대회와 대륙별 종합대회의 양궁 경기 (아시안게임, 유러피언 게임, 팬아메리칸 게임), 2024년 중반에 치러지는 최종예선대회를 통해 총 28개의 개인 출전권이 상위권을 기록한 선수부터 배분된다.
이번 올림픽 개최국 프랑스는 남녀 혼성 리커브 단체전과 함께 남녀 각 3장의 쿼터가 보장되어 있으며, 추가로 다양성 원칙 (Universality principle)에 따라 이번 올림픽에 자국 양궁 선수를 출전시키고자 하는 NOC 가운데 자격을 갖춘 국가에 주는 출전권 4장도 배정되어 있다.

## 경기 방식
이번 대회에서는 남녀 리커브 개인전, 남녀 리커브 단체전, 혼성 리커브 단체전의 5개 종목에 총 128명의 선수가 출전하게 된다. 혼성 단체전의 경우 2020년 도쿄올림픽부터 추가된 종목이다.
5개 종목 모두 리커브보우 (반곡궁)으로 치러지는 경기로서 세계양궁연맹이 공인한 70m 길이의 경기장과 경기규칙을 준수하게 된다. 모든 경기에 앞서 남녀 64명의 선수마다 랭킹 라운드전을 실시한다. 각 선수는 최대 72발을 쏘고 그 결과로 합산한 점수에 따라 1위부터 64위까지 순위를 매기게 된다. 이 랭킹 라운드전을 통해 개인 점수 외에도 각 팀원들의 개인점수를 합산하여 1위부터 12위까지 남녀 단체전 시드를 배정하게 된다. 또한 남녀 양궁 선수를 모두 출전시킨 국가의 경우 남자 상위점수와 여자 상위점수를 합산해, 혼성 단체경기에 출전할 16팀을 결정하는 동시에 상위 16팀 시드를 배정하게 된다.
각 종목은 싱글 엘리미네이션 토너먼트, 즉 통상적인 토너먼트전으로 진행되나 준결승전 패배자의 경우 동메달 결정전을 벌여 동메달 수상자를 가린다.

### 남녀 개인전
남녀 개인 종목에서는 64명 선수 전원이 1차전에 출전한다. 조 추첨은 랭킹 라운드전 결과에 따라 시드를 배정하게 되며, 1번 시드는 1차전에서 64번 시드와 맞붙게 된다.
각 경기는 올림픽 라운드로 진행되며, 한 세트당 3발로 구성하여 총 5세트를 쏘아, 더 많은 점수를 얻는 선수가 승리하는 방식으로 진행된다. 한 세트에서 승리한 선수는 2점을 획득하고, 양 선수가 동점이면 둘 다 1점을 획득한다. 5세트 종료시 점수가 5-5로 동점일 경우, 단 1발로 결정되는 슛오프전이 진행되며 중앙에 가장 가까운 화살을 쏜 사람을 승자로 본다.

### 남녀 단체전
남녀 단체전에서는 랭킹 라운드전에서 상위 4개 시드를 배정받은 팀이 8강으로 직행한다. 5번~12번 시드로 배정된 나머지 8개 팀은 16강전을 거쳐 8강전에 진출하게 된다. 단체전은 개인전과 동일하게 올림픽 라운드 세트제로 진행되나, 각 세트는 팀원당 2발, 총 6발로 구성되며 4세트만 진행한다는 차이가 있다.

### 혼성 단체전
혼성 단체전에서는 랭킹 라운드전에서 상위 16개 시드를 배정받은 팀의 싱글 엘리미네이션 토너먼트전으로 경기를 진행한다. 남녀 단체전과 마찬가지로 팀원당 2발, 총 4발로 구성되며 4세트만 진행한다.

## 경기 일정
| 날짜     | 시작  | 종료  | 종목        | 경기              |
| -------- | ----- | ----- | ----------- | ----------------- |
| 7월 25일 | 09:30 | 12:30 | 여자 개인전 | 랭킹 라운드       |
| 7월 25일 | 14:15 | 17:15 | 남자 개인전 | 랭킹 라운드       |
| 7월 28일 | 09:30 | 11:05 | 여자 단체전 | 16강전            |
| 7월 28일 | 14:15 | 17:55 | 여자 단체전 | 4강/준결승/결승전 |
| 7월 29일 | 09:30 | 11:05 | 남자 단체전 | 16강전            |
| 7월 29일 | 14:15 | 17:55 | 남자 단체전 | 4강/준결승/결승전 |
| 7월 30일 | 12:00 | 15:55 | 남자 개인전 | 64강/32강전       |
| 7월 30일 | 12:00 | 15:55 | 여자 개인전 | 64강/32강전       |
| 7월 30일 | 17:45 | 20:25 | 남자 개인전 | 64강/32강전       |
| 7월 30일 | 17:45 | 20:25 | 여자 개인전 | 64강/32강전       |
| 7월 31일 | 12:00 | 15:55 | 남자 개인전 | 64강/32강전       |
| 7월 31일 | 12:00 | 15:55 | 여자 개인전 | 64강/32강전       |
| 7월 31일 | 17:45 | 20:25 | 남자 개인전 | 64강/32강전       |
| 7월 31일 | 17:45 | 20:25 | 여자 개인전 | 64강/32강전       |
| 8월 1일  | 09:30 | 13:25 | 남자 개인전 | 64강/32강전       |
| 8월 1일  | 09:30 | 13:25 | 여자 개인전 | 64강/32강전       |
| 8월 1일  | 15:30 | 19:25 | 남자 개인전 | 64강/32강전       |
| 8월 1일  | 15:30 | 19:25 | 여자 개인전 | 64강/32강전       |
| 8월 2일  | 09:30 | 12:05 | 혼성 단체전 | 16강전            |
| 8월 2일  | 14:15 | 17:25 | 혼성 단체전 | 4강/준결승/결승전 |
| 8월 3일  | 09:30 | 11:15 | 여자 개인전 | 16강전            |
| 8월 3일  | 13:00 | 15:20 | 여자 개인전 | 4강/준결승/결승전 |
| 8월 4일  | 09:30 | 11:15 | 남자 개인전 | 16강전            |
| 8월 4일  | 13:00 | 15:20 | 남자 개인전 | 4강/준결승/결승전 |

## 참가국
이번 대회에 참가하는 국가는 총 53개국이다.
- 아르헨티나 (1)
- 오스트레일리아 (2)
- 오스트리아 (1)
- 아제르바이잔 (1)
- 방글라데시 (1)
- 부탄 (1)
- 브라질 (2)
- 캐나다 (2)
- 차드 (1)
- 칠레 (1)
- 중화인민공화국 (6)
- 중화 타이베이 (6)
- 콜롬비아 (4)
- 쿠바 (1)
- 체코 (2)
- 덴마크 (1)
- 이집트 (2)
- 엘살바도르 (1)
- 에스토니아 (1)
- 핀란드 (1)
- 프랑스 (6)
- 독일 (4)
- 영국 (6)
- 기니 (1)
- 인도 (6)
- 인도네시아 (4)
- 이란 (1)
- 이스라엘 (2)
- 이탈리아 (4)
- 일본 (4)
- 카자흐스탄 (3)
- 룩셈부르크 (1)
- 말레이시아 (3)
- 멕시코 (6)
- 몰도바 (2)
- 몽골 (1)
- 네덜란드 (4)
- 폴란드 (1)
- 푸에르토리코 (1)
- 루마니아 (1)
- 산마리노 (1)
- 슬로바키아 (1)
- 슬로베니아 (2)
- 남아프리카 공화국 (1)
- 대한민국 (6)
- 스페인 (2)
- 튀니지 (1)
- 튀르키예 (4)
- 우크라이나 (2)
- 미국 (4)
- 우즈베키스탄 (2)
- 베트남 (2)
- 미국령 버진아일랜드 (1)

## 메달리스트
| 종목             | 금                                        | 은                                                         | 동                                                                        |
| ---------------- | ----------------------------------------- | ---------------------------------------------------------- | ------------------------------------------------------------------------- |
| 남자 개인 자세히 | 김우진 · 대한민국                         | 브레이디 엘리슨 · 미국                                     | 이우석 · 대한민국                                                         |
| 여자 개인 자세히 | 임시현 · 대한민국                         | 남수현 · 대한민국                                          | 리자 바르블랭 · 프랑스                                                    |
| 남자 단체 자세히 | 대한민국 (KOR) · 김우진 · 김제덕 · 이우석 | 프랑스 (FRA) · 장샤를 발라동 · 토마 시로 · 바티스트 아디스 | 튀르키예 (TUR) · 메테 가조즈 · 무함메드 이을드르므시 · 베르킴 튀메르      |
| 여자 단체 자세히 | 대한민국 (KOR) · 남수현 · 임시현 · 전훈영 | 중화인민공화국 (CHN) · 리자만 · 안치쉬안 · 양샤오레이      | 멕시코 (MEX) · 앙헬라 루이스 · 아나 파울라 바스케스 · 알레한드라 발렌시아 |
| 혼성 단체 자세히 | 대한민국 (KOR) · 김우진 · 임시현          | 독일 (GER) · 플로리안 운루 · 미셸 크로펜                   | 미국 (USA) · 브레이디 엘리슨 · 케이시 코프홀드                            |

## 메달 순위
*   개최국 (프랑스)
| 순위       | 국가           | 금 | 은 | 동 | 합계 |
| ---------- | -------------- | -- | -- | -- | ---- |
| 1          | 대한민국       | 5  | 1  | 1  | 7    |
| 2          | 미국           | 0  | 1  | 1  | 2    |
| 2          | 프랑스*        | 0  | 1  | 1  | 2    |
| 4          | 독일           | 0  | 1  | 0  | 1    |
| 4          | 중화인민공화국 | 0  | 1  | 0  | 1    |
| 6          | 멕시코         | 0  | 0  | 1  | 1    |
| 6          | 튀르키예       | 0  | 0  | 1  | 1    |
| 합계 (7개) | 합계 (7개)     | 5  | 5  | 5  | 15   |

## 같이 보기
- 2022년 아시안 게임 양궁
- 2023년 유러피언 게임 양궁
- 2023년 팬아메리칸 게임 양궁
- 2024년 하계 패럴림픽 양궁